# Catastro multifinalitario
Catastro multifinalitario o catastro multipropósito es una institución a través de la cual el Estado registra y la organiza de manera alfanumérica la propiedad de bienes inmuebles y suelo público; su acervo se compone de censos descriptivos y estadísticos, con el fin de garantizar el derecho de posesión, delimitar la propiedad privada y ejercer fiscalidad sobre ella.
El Catastro Multifinalitario es un modelo institucional común en América Latina, desarrollado después de la Segunda Guerra Mundial y consolidado a partir de la Agenda 21, durante la Conferencia de las Naciones Unidas sobre Medio Ambiente y Desarrollo, y la Resolución de la Segunda Conferencia de las Naciones Unidas sobre Asentamientos Humanos-HABITAT II.

## Historia
Los catastros son registros de unidades territoriales per capita, con una larga tradición.  El nombre que llevan se deriva del capitum registrum o Capitastrum, una forma de organización desarrollada en Roma desde el siglo IV a. C. cuya función era garantizar el derecho de propiedad y establecer una relación tributaria. De este nombre e institución se desprenden todas las formas de catastro latino y germánico.
Aunque las formas de registro de tierra y la imposición de cobro de suelo son constantes e inherentes a todos los gobiernos, no se puede considerar que los registros precolombinos en América sean antecedente directo del sistema catastral actual porque éste no es producto de un proceso evolutivo único de las instituciones hispánicas o autóctonas, sino del derecho de propiedad emanado de los Estados Nacionales Americanos del siglo XIX.
Los catastros nacionales latinoamericanos se asocian historiográficamente a las medidas censitarias emprendidas en 1749 por Fernando VI en todos los territorios de la monarquía hispánica, conocidas como el Catastro de Ensenada. No obstante, este modelo de recuperación de información a través de encuesta es muy distinto al del levantamiento de datos emprendido por algunos de los Estados Nacionales durante la primera mitad del siglo XIX, de manera que la formación moderna del catastro puede dividirse en dos periodos, el primero, la consolidación de gobiernos liberales y la organización del sistema de propiedad privada (1809-1863); y, el segundo, la creación de catastros fiscales para fines exclusivamente tributarios y de tipo regional, que se formaron durante las últimas tres décadas del siglo XIX hasta el fin de la Segunda Guerra Mundial. 
Los primeros intentos de fiscalizar el territorio nacional nacieron de la necesidad de los Estados por ejercer recaudación fiscal, establecer la ciudadanía y el derecho a la propiedad. Argentina fue el primer país latinoamericano en organizar un sistema de información sobre bienes inmuebles a través de la Comisión Topográfica de la Provincia de Buenos Aires (1824), que dos años después fue pionera en la elaboración de registros catastrales de información de carácter civil en el mundo, mismo que reunió material gráfico y relatorías de agrimensura; el cual fue organizado por primera vez bajo un sistema alfanumérico que se diseñó especialmente para este fin. El modelo de Comisiones, Registros y Departamentos Topográficos se estructuró como un incipiente organismo responsable de generar y administrar información sobre el territorio y uso de suelo, que pronto se extendió en el resto de los países latinoamericanos, incluyendo a Brasil, que en 1890 había constituido ya su propio Departamento de Registro y Transmisión de Tierra.
Otros modelos con características similares fueron la Comisión Topográfica para Arreglo y Garantía de la Propiedad Territorial, en Uruguay (1831); el Registro de Inmuebles, en Paraguay (1870) y el Ministerio de Relaciones Exteriores, Culto y Colonización, en Chile (1888). 
Pero el gran siglo del Catastro Multifinalitario en América Latina fue el XX, debido a la modernización de los sistemas de recolección y administración de datos. Durante este periodo los registros provinciales articularon los sistemas locales con las instituciones nacionales, por lo que fue necesario establecer las bases jurídicas para reglamentar organismos e instituciones. El primer marco legal para los sistemas catastrales en América Latina se desarrolló en Colombia, en 1908, con la expedición de la Ley 20, que reglamentó al catastro como un documento público que concentraba los datos estadísticos de propiedad inmueble, bienes públicos, cobro de impuestos y tasación del valor de la propiedad. En 1917, Argentina lo institucionalizó a través de su Código Civil de Registro de la Propiedad, pero tendrían que pasar dos décadas para que se concretara la primera dependencia oficial con el nombre de Catastro en América Latina: el Catastro Descriptivo y Parcelario de Paraguay, en 1943.
Una primera etapa de modernización catastral se desarrolló entre 1970 y 1990, con la combinación de técnicas geodésicas, cartográficas e informáticas que derivó en la creación de bancos de datos propios, y la separación de Catastro y Ministerio de Hacienda en varios países. El gobierno de Cuba inició los esfuerzos en Latinoamérica con la publicación de la Norma Cubana de Geodesia y Cartografía para el Catastro Nacional, en 1983, apoyada en el modelo y cooperación del Servicio Geodésico de la República de Checoslovaquia. Ese mismo año, Costa Rica solicitó la asesoría de la Agencia Internacional para el Desarrollo para establecer un catastro nacional que vinculara la información de las provincias en un solo registro. Entre 1980 y 1990 Venezuela, Guatemala, México y Costa Rica reorganizaron su sistema de información catastral dando prioridad a los medios de recaudación fiscal y descentralizando las áreas de trabajo de los departamentos de gestión y cobro.

## Desarrollo Institucional
La institución catastral multifinalitaria es producto de la evolución de tres modelos distintos de registro de propiedad o catastros. El de tipo Económico o Fiscal, es un levantamiento primario de información básica, es decir si el inmueble tiene o no propietario, con el fin de ejercer sobre éste una acción tributaria que no depende de criterios de valuación para asignar un impuesto sobre el predio. La República Federal de los Estados Unidos de Colombia impuso en 1866 una contribución directa sobre bienes inmuebles a través de una Oficina de Agrimensores, predecesor del Catastro Fiscal Latinoamericano.
El de tipo Geométrico o Físico, requiere una infraestructura media para el levantamiento de información, pues describe la propiedad, sus límites, topografía e hidrografía, con el fin de caracterizar cada predio.
El Catastro Jurídico es un repositorio que equivale al Registro Público o Predial, donde se asienta la relación de un predio con sus propietarios así como los títulos que les corresponden. En Guatemala el establecimiento de la Dirección de Catastro del Instituto Geográfico Nacional, en 1965, arrogó las funciones de los catastros Físico y Jurídico, ya que tuvo como objetivo sistematizar la información catastral a través de investigaciones de los derechos de propiedad, la elaboración de mapas y la delimitación jurisdiccional.
El Catastro Territorial o multifinalitario administra y dispone de la información obtenida por las tres categorías anteriores a través de un organismo estatal de carácter público. Por ser producto de políticas internacionales de promoción de vivienda y desarrollo, incluye y sistematiza datos ambientales y sociales que caracterizan al inmueble y a sus propietarios.

## Atribuciones
Las atribuciones de los catastros en los países latinoamericanos han transitado en las últimas tres décadas de las funciones básicas –física, fiscal y jurídica– a la integración de acciones relacionadas con el desarrollo del medio ambiente y del ser humano, para con ello constituir Catastros Multifuncionarios. Cada Estado ha establecido políticas catastrales de acuerdo con sus circunstancias particulares, tanto geográficas como institucionales e históricas. Por ejemplo, en varios países persiste la división entre catastro urbano y rural, resultado de movimientos que favorecieron las Reformas Agrarias durante el siglo XX. Existen dependencias gubernamentales exclusivas para cada tipo de registro, no obstante esta división no sólo permea a las instituciones, sino también a la propia práctica catastral porque dificulta la coordinación y uniformidad informativa. Bolivia es el caso paradigmático en relación con lo anterior, debido a que cuenta con el Instituto Nacional de Reforma Agraria que se encarga de todo lo referente al catastro rural, mientras que la Dirección Nacional de Catastro Urbano sólo se ocupa de normar parámetros para la administración catastral en los municipios, los cuales mantienen para sí las prerrogativas fiscales y físicas del entorno urbano. 
Pese a lo anterior se puede considerar una tendencia general en toda América Latina por instituir Catastros Multifinalitarios, ya sea fundando nuevas dependencias gubernamentales, con atribuciones explícitamente creadas para este fin, o bien reformando aquellas existentes para adecuarlas a las nuevas políticas. En ambos casos la legislación se modificó para que fuera compatible con las instituciones.
En América Latina existen dos tendencias respecto a las características de la estructura institucional de los Catastros Multifinalitarios. Un primer tipo son aquellos Catastros que están concentrados en una única dependencia, que están supeditadas aquellas relacionadas con el Registro Público, la Geografía, la Cartografía y el Catastro. Otro tipo de Catastros son los descentralizados, cuyo órgano rector es la propia oficina y están vinculados con otras instituciones en distintos grados con la propiedad y la geografía. Dentro de este último tipo tienen cabida aquellos países en los que no existe una dependencia nacional, sino que las provincias/estados y municipios son los que rigen las políticas y registros catastrales.

## Funciones
El Catastro multifinalitario es una entidad que desarrolla amplias funciones en seis ramas del servicio público: acervo fiscal, físico, jurídico e histórico, educación y evaluación continua, y desarrollo de políticas públicas. Las cuatro primeras, relacionadas con el resguardo de información, corresponden a las actividades que desarrollaba de manera independiente cada institución antes de la transición al modelo multipropósito; mientras que las dos últimas, vinculadas a las propuestas de organismos internacionales reflejan el carácter social del nuevo paradigma catastral.
- Fiscal: tabulación, valuación y cobro de impuestos; expedición y cobro de multas.

- Físico: diseño, digitalización y actualización de representaciones cartográficas; deslinde de predios; conciliación, cruce y depuración de padrones; delimitación de los bienes nacionales; localización y levantamiento de predios; clasificación estadística de los levantamientos geográficos.

- Jurídico; inscripción de la propiedad; expedición de boletas prediales; regularización de la tenencia de la tierra; garantizar los principios de publicidad, legalidad y seguridad jurídica; regularización de asentamientos urbanos; registros de compra-venta.

- Histórico: elaborar y custodiar los expedientes relativos a la propiedad; brindar información catastral a la ciudadanía; creación de una unidad de información especializada.

- Educativo: capacitación formal y continua para profesionales en el ramo catastral; brindar apoyo a los programas de estudio, docencia, investigación y difusión relacionados con la información catastral; producción y venta del material cartográfico.

- Políticas públicas: apoyo técnico para planeación de obras de desarrollo urbano; instalación de servicios públicos –agua potable y alcantarillado, aseo y alumbrado público, delimitación de áreas verdes–; planeación urbanística para el desarrollo socioeconómico de los asentamientos; apoyo en el aprovechamiento de la tierra y el desarrollo de alternativas de cultivo, brindar elementos para elaborar programas de apoyo a la vivienda.